# OLA VT 560
De VT 560 en VT 610 ook wel Desiro genoemd is een tweedelig dieseltreinstel met lagevloerdeel voor het regionaal personenvervoer van de Ostseeland Verkehr GmbH (OLA).

## Geschiedenis
De uit RegioSprinter ontwikkelde RegioSprinter 2 werd als Desiro op de markt gezet. De Desiro wordt sinds 1998 geproduceerd en verder ontwikkeld als Desiro Classic. Het treinstel werd zowel met dieselmotor maar ook met elektrische aandrijving geleverd.
In het voorjaar van 2005 fuseerden de Ostmecklenburgische Eisenbahn GmbH (OME) en Mecklenburg Bahn GmbH (MB) tot Ostseeland Verkehr GmbH.
De Ostseeland Verkehr GmbH (OLA) is een private spoorwegonderneming met hoofdkantoor in Schwerin. De aandelen zijn voor 70% in handen van Veolia Transport en voor 30% in handen van Nahverkehr Schwerin GmbH (MEBA).

### VT 560
De treinen van de serie VT 560 werden 4 treinen van de NordWestBahn (NWB) overgenomen.

### VT 610
De treinen van de serie VT 610 werden 4 treinen van de Märkische Regionalbahn (MRB) overgenomen

## Constructie en techniek
Het treinstel is opgebouwd uit een aluminium frame. Typerend aan dit treinstel is door de toepassing van Scharfenbergkoppeling met het grote voorruit. De treinen werden geleverd als tweedelig dieseltreinstel met mechanische transmissie. De trein heeft een lagevloerdeel. Deze treinen kunnen tot drie stuks gecombineerd rijden. De treinen zijn uitgerust met luchtvering.

## Treindiensten
De treinen worden door Ostseeland Verkehr (OLA) ingezet op de volgende trajecten:
- RB: Pasewalk - Stralsund
- MR 33: Berlin-Wannsee - Michendorf - Jüterbog
- MR 51: Rathenow - Brandenburg (Havel)